# Allium macrostylum
Allium macrostylum är en amaryllisväxtart som beskrevs av Eduard August von Regel. Allium macrostylum ingår i släktet lökar, och familjen amaryllisväxter. Inga underarter finns listade i Catalogue of Life.